# ソン・ジミン
ソン・ジミン（ハングル表記：손지민）は、大韓民国のKBS大邱放送総局所属のアナウンサー。2010年に入局した。